# Chiasmodontidae

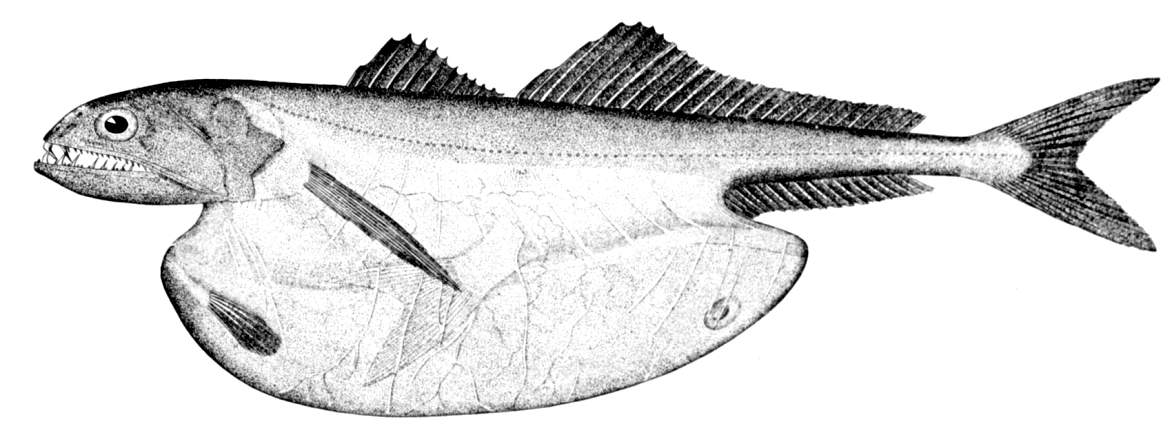
Chiasmodon niger tras engullir una presa casi tan grande como él.

Los quiasmodóntidos (Chiasmodontidae) son una familia de peces marinos incluida en el orden Perciformes, oceánicos de mar abierto distribuidos por todo el planeta. Su nombre deriva del griego: chiasma (cruz) + odous (dientes).
Los huesos premaxilar y maxilar son alargados, delgados y están fusionados, el premaxilar con la punta delantera dorsalmente expandida y divergente hacia los lados, todo esto como adaptación para hacer a la boca muy distensible y tragar enormes presas, que son almacenadas en un enorme estómago también distensible.
Tienen dos aletas dorsales separadas, la primera corta con 7 a 8 espinas flexibles, la segunda larga con 18 a 29 radios blandos, la aleta anal con una espina y numerosos radios blandos. El género Pseudoscopelus tiene fotóforos luminosos.

## Géneros y especies
Existen 32 especies agrupadas en 4 géneros:
- Género Chiasmodon Johnson, 1864:
  - Chiasmodon asper Melo, 2009
  - Chiasmodon braueri Weber, 1913
  - Chiasmodon harteli Melo, 2009
  - Chiasmodon microcephalus Norman, 1929
  - Chiasmodon niger Johnson, 1864 - Engullidor negro.
  - Chiasmodon pluriradiatus Parr, 1933
  - Chiasmodon subniger Garman, 1899

- Género Dysalotus MacGilchrist, 1905:
  - Dysalotus alcocki MacGilchrist, 1905
  - Dysalotus oligoscolus Johnson y Cohen, 1974

- Género Kali Lloyd, 1909:
  - Kali colubrina Melo, 2008
  - Kali falx Melo, 2008
  - Kali indica Lloyd, 1909
  - Kali kerberti (Weber, 1913)
  - Kali macrodon (Norman, 1929)
  - Kali macrura (Parr, 1933)
  - Kali parri Johnson y Cohen, 1974

- Género Pseudoscopelus Lütken, 1892:
  - Pseudoscopelus altipinnis Parr, 1933
  - Pseudoscopelus aphos Prokófiev y Kukuev, 2005
  - Pseudoscopelus astronesthidens Prokófiev y Kukuev, 2006
  - Pseudoscopelus australis Prokófiev y Kukuev, 2006
  - Pseudoscopelus bothrorrhinos Melo, Walker y Klepadlo, 2007
  - Pseudoscopelus cephalus Fowler, 1934
  - Pseudoscopelus cordilluminatus Melo, 2010
  - Pseudoscopelus lavenbergi Melo, Walker y Klepadlo, 2007
  - Pseudoscopelus obtusifrons (Fowler, 1934)
  - Pseudoscopelus odontoglossum Melo, 2010
  - Pseudoscopelus parini Prokófiev y Kukuev, 2006
  - Pseudoscopelus paxtoni Melo, 2010
  - Pseudoscopelus pierbartus Spitz, Quéro y Vayne, 2007
  - Pseudoscopelus sagamianus Tanaka, 1908
  - Pseudoscopelus scriptus Lütken, 1892
  - Pseudoscopelus scutatus Krefft, 1971